# مارینا ماسیرونی
مارینا ماسیرونی (انگلیسی: Marina Massironi؛ زادهٔ ۱۶ مهٔ ۱۹۶۳) یک هنرپیشه اهل ایتالیا است.
از فیلم‌ها یا برنامه‌های تلویزیونی که وی در آن نقش داشته است می‌توان به نامه‌هایی به ژولیت و همه مردان بی‌کفایت اشاره کرد. ماسیرونی در سال ۲۰۰۰ برنده جایزه انجمن ملی فیلم ایتالیا بهترین بازیگر نقش مکمل زن شده است.